# Алексіс Колбі
Алексіс Колбі (англ. Alexis Colby, при народженні Моррелл, у попередніх шлюбах Керрінгтон, Декстер і Роуен) — персонажка і головна антагоністка американського телесеріалу «Династія».
Роль Алексіс виконала англійська акторка Джоан Коллінз, яка вперше з'явилася в серіалі в першому епізоді другого сезону серіалу в 1981 році. Коллінз залишилася в серіалі до самого фіналу, в 1989 році, а потім повернулася до ролі в мінісеріалі 1991 року «Династія: Примирення».
Алексіс стала популярна завдяки яскравому образу гламурної і стервозної світської левиці, що постійно палить і змінює чоловіків. Персонажка вважається значущою в історії американського телебачення. Коллінз стала однією з найвисокооплачуваніших акторок на телебаченні 1980-х, із зарплатою понад $120,000 за один епізод. Популярність персонажки привела до випуску ляльок з її зображенням. 1983 року Коллінз виграла премію «Золотий глобус» за виконання ролі.
У 2013 році TV Guide помістив Алексіс на сьоме місце у своєму рейтингу «60 найнеприємніших лиходіїв в історії». 2011 року The Huffington Post заніс Алексіс до свого списку ста найбільш пам'ятних персонажок в історії телебачення. Нарівні з Джей Аро Юїнгом (Ларрі Гегмен) з «Далласа», Еббі Каннінгем (Донна Міллз) з «Тихої пристані» та Анжелою Чаннінг (Джейн Вайман) з «Фелкон Хрест», Алексіс називається найвідомішим з лиходіїв прайм-тайм мильних опер в історії.
У 2017 році канал The CW випустив перезавантаження серіалу, де Алексіс так само зайняла центральне місце. На роль була запрошена Ніколет Шерідан, раніше відома за ролями в мильних операх «Тиха пристань» і «Відчайдушні домогосподарки».

## Кастинг та історія розвитку
Спочатку Алексіс повинна була мати ім'я Медлін, а роль пропонували Софі Лорен. Авторка серіалу Естер Шапіро пізніше стверджувала, що персонажка була основана на грецькій імператриці Лівії Друзіллі, особливо на романі 1934 року «Я, Клавдій». Лорен відмовилася від ролі, і її запропонували британській акторці Джоан Коллінз, кар'єра якої у той період переживала занепад. За словами самої Коллінз, зіграти роль її надихнув Ларрі Гегмен і його Джей Ар Юїнг, головний лиходій серіалу «Даллас», на хвилі успіху якого народилася «Династія».
Відразу після дебюту Коллінз ролі, на думку критиків, серіал знайшов нарешті свою нішу і став не просто черговою провальною копією «Далласа», а повноцінною мильною оперою. Глядацька аудиторія стрімко зростала, що було пов'язано зі злочинами Алексіс, а особливого успіху досягли «котячі бійки» між героїнею і протагоністкою Крістл. Також великий успіх мали конфлікти персонажки з героїнями Даян Керролл і Стефані Бичем.

## Сюжетні лінії

### До подій серіалу
Алексіс Морелл народилася в травні/червні (Близнюки за гороскопом) 1937 року в Лондоні, шкільну освіту здобувала у Швейцарії. Навчалася в Королівській академії мистецтв, вивчаючи ремесло художника, але покинула коледж, не провчившись і року, після чого почала працювати моделлю в Брюсселі.
У 1954 році у 17 років вона познайомилася з Блейком Керрінгтоном, який вже через три дні зробив їй пропозицію. Через місяць вони одружилися. На початку 1957 року вона народила першого сина Адама Александра Керрінгтона, якого викрадають вранці 29 вересня 1957 року. Це призводить до появи стіни відчуженості з боку Блейка. Тоді він докладає всі сили до створення своєї імперії, відомої як «Денвер-Керрінгтон», а в Алексіс зароджується роман з Сесілом Колбі.
Незабаром Алексіс народжує другу дитину — доньку Феллон, яку Блейк неймовірно сильно полюбив, що призвело до ревнощів з боку Алексіс. Алексіс довгий час підозрювала, що Феллон — дочка Сесіла, але лише через багато років генетичний тест на батьківство підтвердив, що Блейк її рідний батько. Ситуація не покращилася навіть після народження третьої дитини, молодшого сина Стівена Денеіла Керрінгтона, коли Блейк повністю припинив пошуки Адама.
В останні роки шлюбу Блейк часто виїжджав у ділові поїздки, залишаючи Алексіс одну. У підсумку в неї почався роман з Роджером Граймсом, рієлтором Керрінгтонів. Роджер підтримував Алексіс в її прагненні бути художницею і надихнув на будівництво художньої студії.
Одного разу Блейк застав пару в ліжку, після чого примусив Алексіс покинути Денвер на довгі роки, виписуючи їй чеки за те, щоб вона не спілкувалася з дітьми й ніколи не поверталася додому.
Виявилося, що перед від'їздом Алексіс була вагітна, але не сказала про це Блейку. В таємниці вона народжує другу доньку — Аманду Керрінгтон, яку віддає на виховання своїй подрузі Розалін Бедфорд. Сама Алексіс вирушає в подорож світом, вона відвідує Капрі, Портофіно, Канни. Водночас наприкінці 1970-х вона проводить ніч з Джейсоном Колбі — чоловіком своєї кузини Сейбл. На початку 1980-х у неї розвивається бурхливий роман з Закхарі Пауерсом, з яким вона проводить багато часу на його яхті. 1981 року вона проживає в Акапулько, коли несподівано отримує запрошення виступити проти свого колишнього чоловіка у суді по справі про вбивство Теда Дінарта.

### Бізнес
Алексіс Колбі є успішною бізнесвумен: вона генеральна директорка і голова ради директорів компанії «Колбіко» (англ. ColbyCo, володіє 70 % акцій компанії, що дісталася їй від другого чоловіка, який помер, Сесіла Колбі. Також Алексіс — партнерка в компанії «Лекс-Декс» (англ. Lex-Dex Corporation), яку заснувала разом з майбутнім третім чоловіком Фарнсвортом «Дексом» Декстером. Крім того, Алексіс володіє «The Denver Mirror», готелем «Carlton Hotel» і «Власник Fashion Fury». У певний момент боротьби зі своїм колишнім чоловіком Блейком Керрінгтоном Алексіс вдалося заволодіти його компанією «Denver-Carrington», але він зміг повернути її назад.